# テキサスA&M大学
テキサスA&M大学（テキサス・エー・アンド・エムだいがく、英語: Texas A&M University）は、アメリカ・テキサス州の大学。略称はA&M、TAMU。

## 名称
校名中の"A&M"は"Agricultural and Mechanical"の意味であり、モリル・ランドグラント法に基いて理系のランドグラント大学として設立された歴史の名残をとどめている。このため日本語では「テキサス農工大学」と訳されることもあるが、「テキサスA&M大学」という名称が正式である。

## 概要
テキサス州最古の高等教育機関であり、2017-2018年期では7万人弱の学生が在籍する。アメリカ合衆国内で最大の学生数を有する大学である。2024年U.S. NEWSが発表した全米大学総合ランキングによるとテキサスA&M大学がTOP47に入り、世界大学総合ランキングでは118位だった。全米の公立大学ランキングではTOP20にランクインすることが多い。特に原子工学や獣医学、石油工学(#1)、生物農業学(#1)等は全米TOP10の名門校で、建築やランドスケープアーキテクチャーのプログラムが全米TOP10に選ばれることも多い。ロースクールはTOP100校に選ばれた。
現在は、ランドグラント（Land Grant）、シーグラント（Sea Grant）、スペースグラント（Space Grant）の全ての指定を受ける全米でも数少ない大学で、アメリカ航空宇宙局（NASA）、アメリカ国立科学財団（NSF）、アメリカ国立衛生研究所（NIH）等から多くの共同研究・資金援助を受けている。調査・研究での実績は高く評価され、高水準の学術研究と教育システムを維持するために設立された北米トップクラスの研究型大学の組織であり、米国の公立大学と私立大学計60校とカナダの大学2校から構成されるアメリカ大学協会の一つである。特に、地学・石油工学、化学、農・生命工学、法学、機械工学、産業工学に関する研究においての評価は非常に高い。
予備役将校訓練課程のある大学として、上級軍事大学に全米6校のうちの1校として指定されている。第二次世界大戦では20,229人の卒業生が従軍した。そのうちの14,123人が士官として従事したが、これは海軍兵学校と陸軍士官学校出身者を合わせた人数より多く、他の上級軍事大学出身者の合計の3倍よりも多かった。20世紀から21世紀にかけて、大学の規模が大きくなるにつれて士官候補生の数も多くなり、現在では上級軍事大学として最大の約2,600人となっている。
キャンパスはアメリカでも最大規模であり、5,500エーカー（22 km2）内にキャンパス、空港、発電所等を持つ。1997年には、同カレッジ・ステーションの大学内にジョージ・ブッシュ大統領図書館が寄贈された。テキサスA&M大学群の旗艦校であり、テキサス州内のガルベストン、コーパスクリスティや中東のカタールにもキャンパスを持つ。

## 歴史
初期

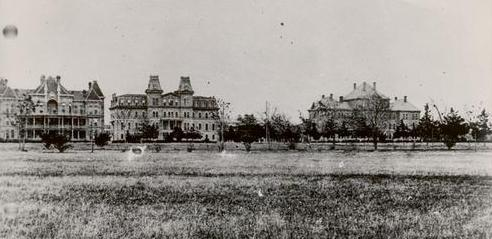
テキサス農工大学 (1902年)

1862年にアメリカ議会にて採択されたモリス・アクトに基づき、1871年にテキサス州議会がテキサス州ブライアンにキャンパス建設を開始したテキサス農工大学が大学の源流となっている。テキサス農工大学は1876年に6名の生徒と教師で開校し、以後規模を拡大する。 当時入学を許可されていたのは白人男性のみであり、さらに全学生に士官候補生団への加入が義務付けられていた。1880年代、同州立大学としてテキサス大学オースティン校が設立された影響で、テキサスA&M大学の生徒が減少。廃止の意見が見られたが、当時州知事から学長に就任したローレンス・S・ロスにより大学の改革が行われ、現在に見られるようなアギーリング等の伝統やシステムが形成された。なお、テキサス州憲法ではテキサス農工大学は当初テキサス大学群への組み入れが想定されていた。
大戦期
1920-1930年代、多くの卒業生が第一次世界大戦に軍隊として参加、多い年には卒業生の半数が軍に関連した職に就いた。この時代に大学は規模を拡大し、農学、工学、軍事学において米国内で高い評価を得るようになる。初の博士課程の卒業生を出したのも同時期であった。 第二次世界大戦にも多くの卒業生が参加し、またレーダーなどの開発により電子工学などのプログラムも開始された。その後も学生数は拡大し、1948年にテキサスA&M大学は同州のテキサス大学群と明確に区別されるようになる。
大戦後
1960年にジェームズ・アール・ラダー陸軍少将が第16代学長に就任した事により、大学は大きな転換期を迎える。キャンパスを拡大したことに加え、多くの女学生や白人以外の学生を受け入れたため、1960年から1970年の間に学生数は7,500名から14,000名に拡大、学生の出身地も50州から75か国へと多様化した。また、既に実質的に総合大学となっていた実態に合わせ1963年に"Agricultural & Mechanical"を短縮し正式名称をテキサスA&M大学とした。その後1990年までの間に、学生数は14000人から45000人と拡大し、海洋工学、航空宇宙工学等の評価からランドグラント （Land Grant）シーグラント（Sea Grant）、スペースグラント（Space Grant）の全ての指定を受ける。1997年にはキャンパス内にジョージ・ブッシュ大統領図書館及びブッシュ行政・公共政策大学院が設立されるなど、ジョージ・H・W・ブッシュ元大統領との繋がりも深い。2001年にアメリカ大学協会に加入した。

## スポーツ

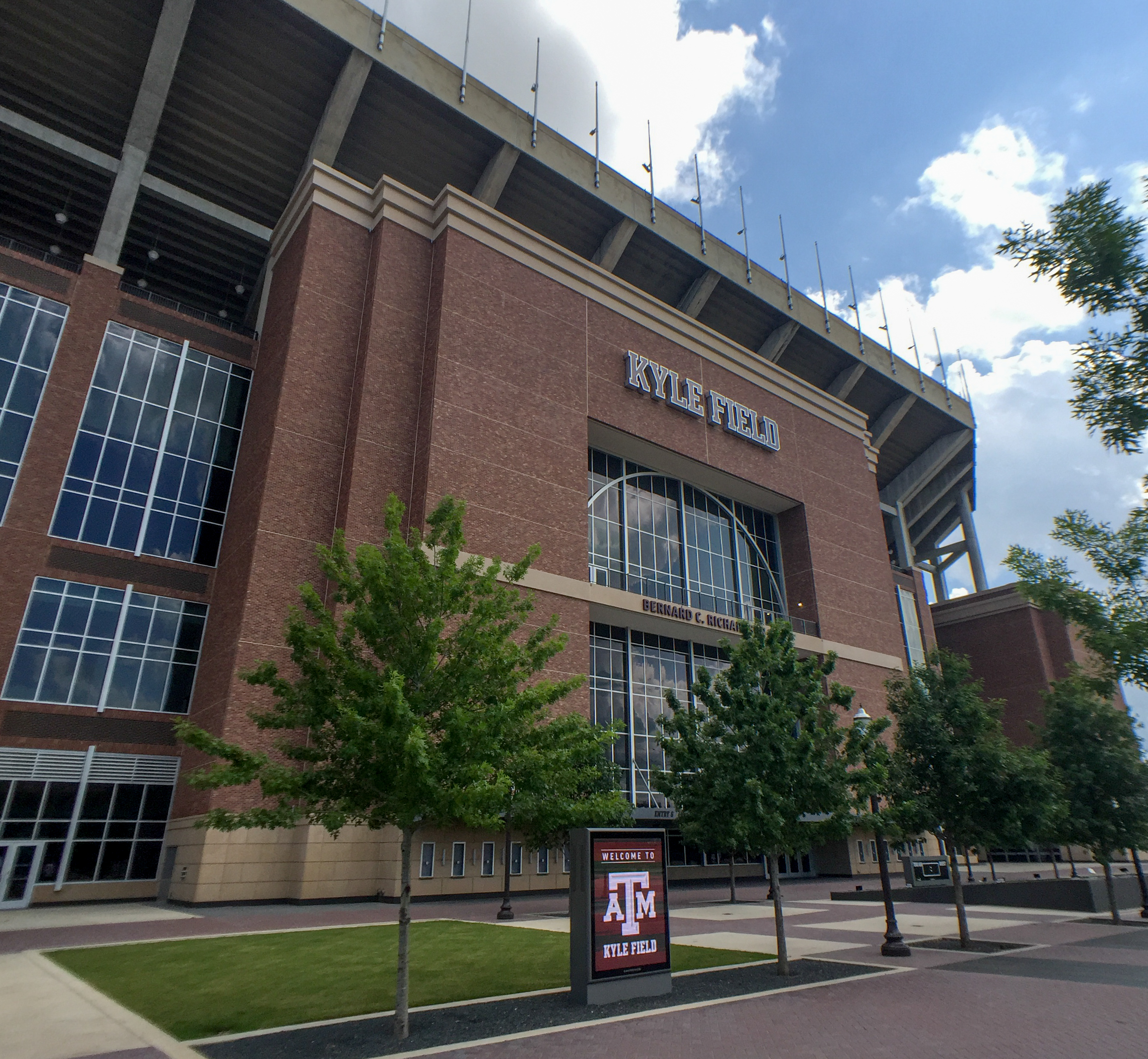
カイル・フィールド

テキサスA&M大学のスポーツチームはアギーズ（Aggies）として知られ、チーム・カラーはえび茶と白である。1996年までは解散したサウスウェスト・カンファレンスのメンバーであり、その後2012年まではビッグ12カンファレンスに所属していた。2012年7月からはNCAAディビジョンIのサウスイースタン・カンファレンス西地区に属している。歴史的にテキサス大学オースティン校、テキサス工科大学、ベイラー大学、アーカンソー大学、ルイジアナ州立大学等とライバル関係にある。アメリカンフットボールのスタジアムであるカイル・フィールドは"Home of the 12th Man"として知られ、レース目的を除くものとしては世界で5番目に収容人数の多いスタジアムである。今まで多数のNFL選手を輩出している。特に、マイルズ・ギャレットは、ディフェンシブプレーヤーとしては史上最高クラスの評価を受けて、2017年のNFLドラフトの全体1位でクリーブランド・ブランウンズに指名された。この他、2011年のドラフト全体2位だった、デンバー・ブロンコスに所属するボン・ミラー、多数のNFL記録を持つタンパベイ・バッカニアーズのマイク・エバンス等がいる。

## 主な出身者・関係者

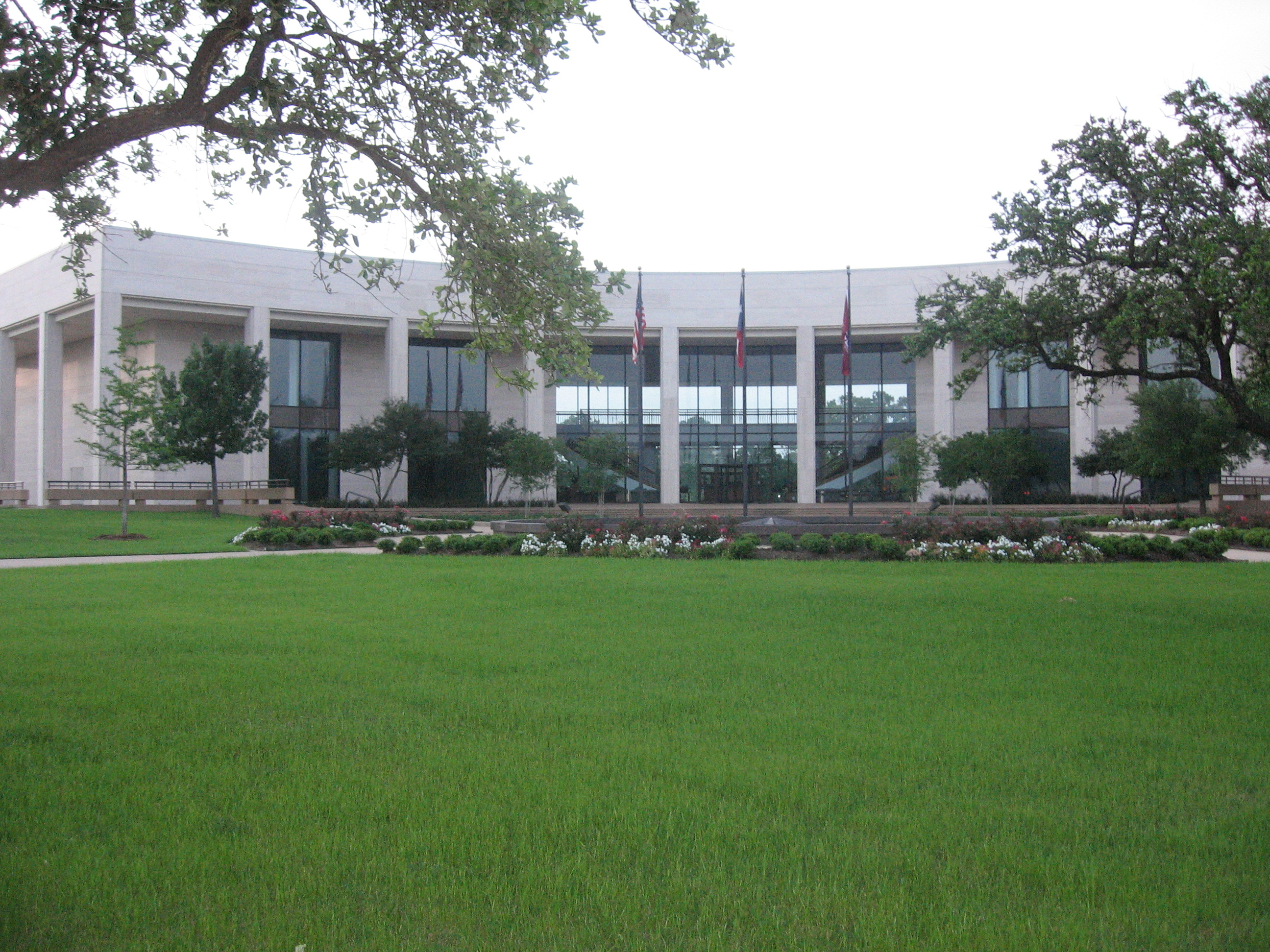
同窓会館

総計28万人以上の卒業生がおり、テキサスA&M大学の卒業生グループはアメリカで最も活発な卒業グループの一つである。
政治家
- リック・ペリー – 第47代テキサス州知事
- フランク・D・ホワイト – 第41代アーカンソー州知事
- ヘンリー・ガブリエル・シスネロス – 第10代アメリカ合衆国住宅都市開発長官
- マーヴィン・T・ラニアン – 第69代アメリカ合衆国郵政長官
- ホルヘ・キロガ・ラミレス – 第76代ボリビア大統領
- マルティン・トリホス – 第36代パナマ大統領

スポーツ選手
- テツオ・オカモト – ブラジルの元競泳選手
- ランディ・マトソン – 陸上競技選手
- ランディー・バーンズ - 男子砲丸投世界記録保持者
- チャド・アレン – 元プロ野球選手
- ケビン・バーン – 元プロ野球選手
- ルー・フォード – プロ野球選手
- デービー・ジョンソン – 元プロ野球選手、プロ野球監督
- ジャスティン・ルジアーノ – プロ野球選手
- ライアン・ループ – 元プロ野球選手
- ケーシー・フォッサム – プロ野球選手
- マイケル・ワカ-プロ野球選手
- ステーシー・シコラ – バレーボール選手
- タバリー・ヘンリー – アメリカ領ヴァージン諸島の陸上競技選手
- デメトリウス・ピンダー – バハマの陸上競技選手
- ジョン・ビーズレイ – 元プロバスケットボール選手
- ディアンドレ・ジョーダン – バスケットボール選手
- アントワン・ライト – 元プロバスケットボール選手
- エイシー・ロー – プロバスケットボール選手
- アーサー・リンダークネッシュ - プロテニス選手

俳優・歌手
- リップ・トーン – 俳優
- タイ・ハーディン - 俳優
- ライル・ラヴェット – 俳優

科学者・研究者
- デレック・バートン – 1969年ノーベル化学賞など
- ノーマン・ボーローグ – 1970年ノーベル平和賞など
- シェルドン・グラショー – 1979年ノーベル物理学賞など
- ロバート・グラブス – 1995年ノーベル化学賞など
- ダドリー・ハーシュバック – 1986年ノーベル物理学賞など
- ジャック・キルビー – 2000年ノーベル物理学賞など
- デビッド・リー – 1996年ノーベル物理学賞など
- ブルース・マクカール – 2007年ノーベル平和賞など
- バーノン・スミス – 2002年ノーベル経済学賞など
- F・アルバート・コットン – 1982年アメリカ国家科学賞・1998年プリーストリー賞・2000年ウルフ賞化学部門など
- ペリー・L・アドキッソン – 1994/1995年ウルフ賞農業部門など
- フラー・W・バザー – 2002/2003年ウルフ賞農業部門など
- ジェームス・E・ウォマック – 2001年ウルフ賞農業部門など
- ニコラス・B・サンチェフ – 2007年グルーバー賞（宇宙論部門）など
- ジョージ・バス – 2001年アメリカ国家科学賞など
- ビャーネ・ストロヴストルップ – 2018年チャールズ・スターク・ドレイパー賞など
- A・イアン・スコット – 2001年デービーメダル・2003年ナカニシプライズなど
- 佃良彦 - 東北大学名誉教授、元日本金融・証券計量・工学学会会長
- 松林哲也 - 大阪大学栄誉教授

その他
- R・C・ビュフォード – サンアントニオ・スパーズのGM
- フランク・マリナ – 航空技師、画家
- アーロン・コーヘン – NASA副長官
- マイケル・E・フォッサム – 宇宙飛行士
- ウィリアム・A・パイルズ – 宇宙飛行士
- スティーヴン・スワンソン – 宇宙飛行士
- ハーリド・アブドゥルアズィーズ・アル＝ファーリハ – サウジアラビアのエネルギー・産業・鉱物大臣およびサウディアラムコの会長
- CC - 猫。2001年にテキサスA&M大学の研究所で誕生した世界初のクローン猫。